# Hawker Hunter
Le Hawker Hunter est un avion de chasse britannique capable de vol supersonique en léger piqué. Il a fait son premier vol en 1951 et a été construit au total à près de 2 000 exemplaires, utilisés par une vingtaine de pays jusqu'à la fin des années 1990. Fort apprécié des pilotes, le Hunter affichait de bonnes performances pour l'époque en étant à la fois rapide, très manœuvrable et robuste. Il est retiré du service armé en 2014 par le Liban, son dernier utilisateur au sein d'une force militaire. D'autres appareils sont mis en œuvre par des sociétés privées.

## Historique
En janvier 1946, le gouvernement britannique émit un appel d'offres pour un nouvel intercepteur de jour à réaction. La firme Hawker répondit en janvier 1948 avec le projet p. 1067, basé sur le résultat de travaux précédents sur des évolutions du Sea Hawk (notamment l'utilisation d'ailes en flèche à 35°). Le projet subit plusieurs modifications au cours de son développement, en particulier concernant l'entrée d'air prévue dans le nez et finalement déplacée à l'emplanture des ailes pour laisser la place nécessaire aux 4 canons de 30 mm et leurs munitions. Le premier prototype fit son vol inaugural le 20 juillet 1951, alors que la production en série avait été lancée en parallèle.
Mises en service en 1954, les premières versions du Hunter (F.1 avec un moteur Avon et F.2 avec un moteur Sapphire) avaient plusieurs défauts : autonomie très limitée, problèmes de réacteur dus au dessin des entrées d'air, canons provoquant des retours de flamme dans le réacteur lors des tirs et éjection des douilles endommageant l'avion. Ces problèmes commencèrent à être résolus à partir de la version F.4, mise en service à partir de 1955 avec un réacteur Avon amélioré et 2 bulbes de récupération des douilles sous le cockpit. De nombreux exemplaires de la version finale F.6 furent ensuite convertis en FGA.9, version spécialisée dans l'attaque au sol pouvant emporter 3,4 t d'armement sous les ailes. Les versions biplaces d'entraînement disposaient de deux places côte-à-côte.
Pas moins de 2 000 exemplaires du Hunter furent construits pour une vingtaine de pays utilisateurs, y compris 500 avions produits sous licence par les Pays-Bas et la Belgique. Le Royaume-Uni et les Pays-Bas conservèrent leurs appareils en première ligne jusqu'à la fin des années 1960, l'Inde jusqu'à la fin des années 1970, la Suisse et Singapour jusqu'au milieu des années 1990. De nombreux Hunter étaient encore en état de vol au début des années 2000, principalement des F.58 rachetés à la Suisse par des opérateurs privés. Par exemple, des Hunter sont utilisés par la société Apache Aviation comme adversaires pour l'entraînement de pilotes militaires. Fin 2008, l'armée de l'air du Liban a remis en service 4 exemplaires du Hunter (3 monoplaces et un biplace) qui n'avaient plus volé depuis 1994.

## Records
Le 7 septembre 1953, le prototype Hunter F.3 spécialement modifié (réacteur avec post-combustion, nez pointu, 2 aérofreins sur le côté du fuselage, verrière modifiée) a obtenu un record mondial de vitesse en volant à 1 163,2 km/h sur une base de 3 km.

## Engagements
Le Hunter a été utilisé au combat par :
- le Royaume-Uni lors de la crise du canal de Suez en 1956, et lors du conflit d'indépendance ayant conduit à la création du Yémen du Sud, au milieu des années 1960[3] ;
- l'Inde lors de la deuxième guerre indo-pakistanaise (1965, 11 Hunter furent abattus, 5 détruits au sol et 3 accidentés)[4] et de la troisième guerre indo-pakistanaise (1971, 17 Hunter furent abattus)[5] ;
- la Jordanie et l'Irak pendant la guerre des Six Jours (1967) et la guerre du Kippour (1973) ;
- le Chili lors du coup d'État militaire de 1973.
- le Liban en 1983 et 1984, pour bombarder des positions de forces soutenues par les forces d'occupation syriennes.

## Variantes

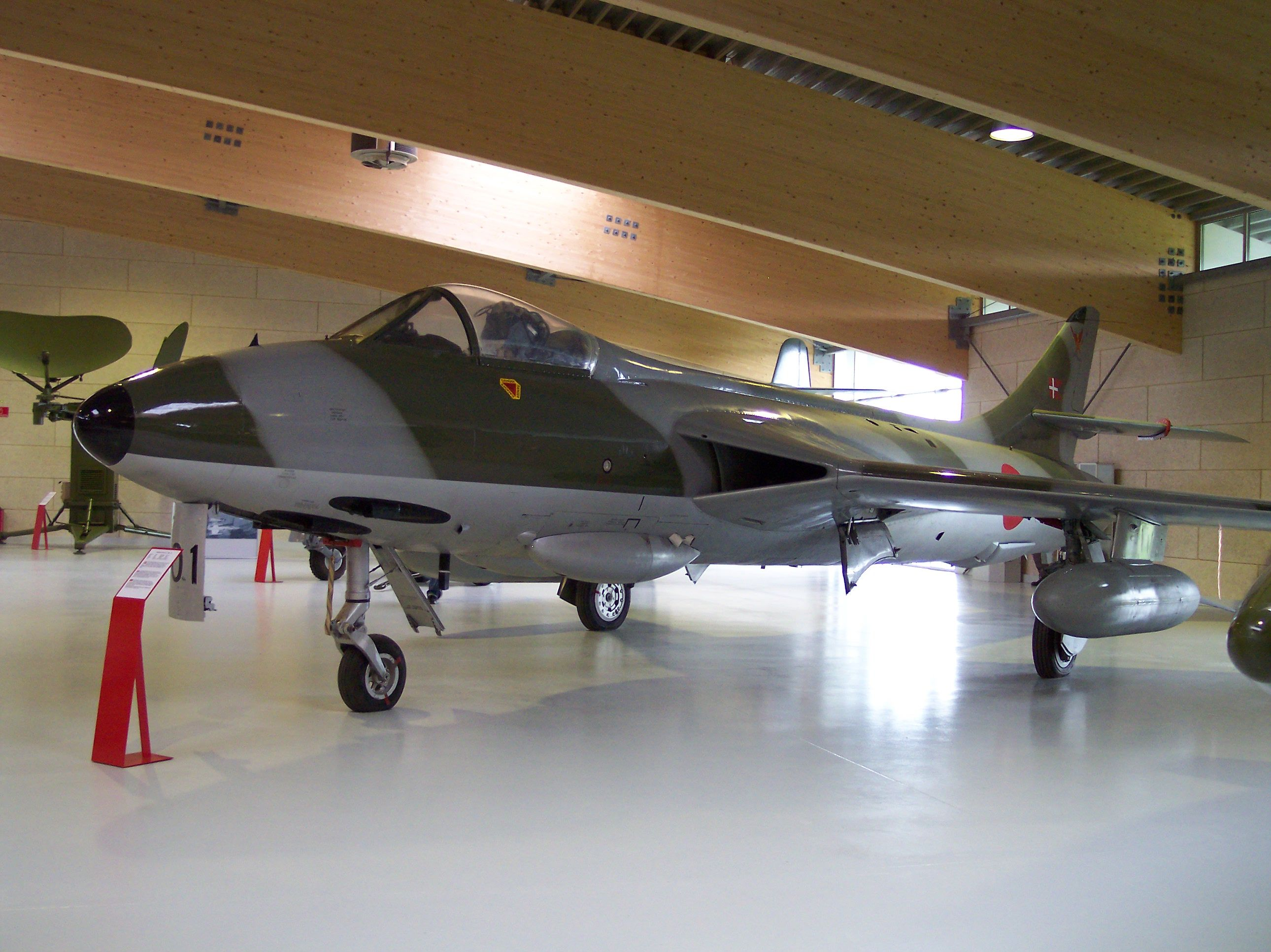
Un Hunter F.51 danois

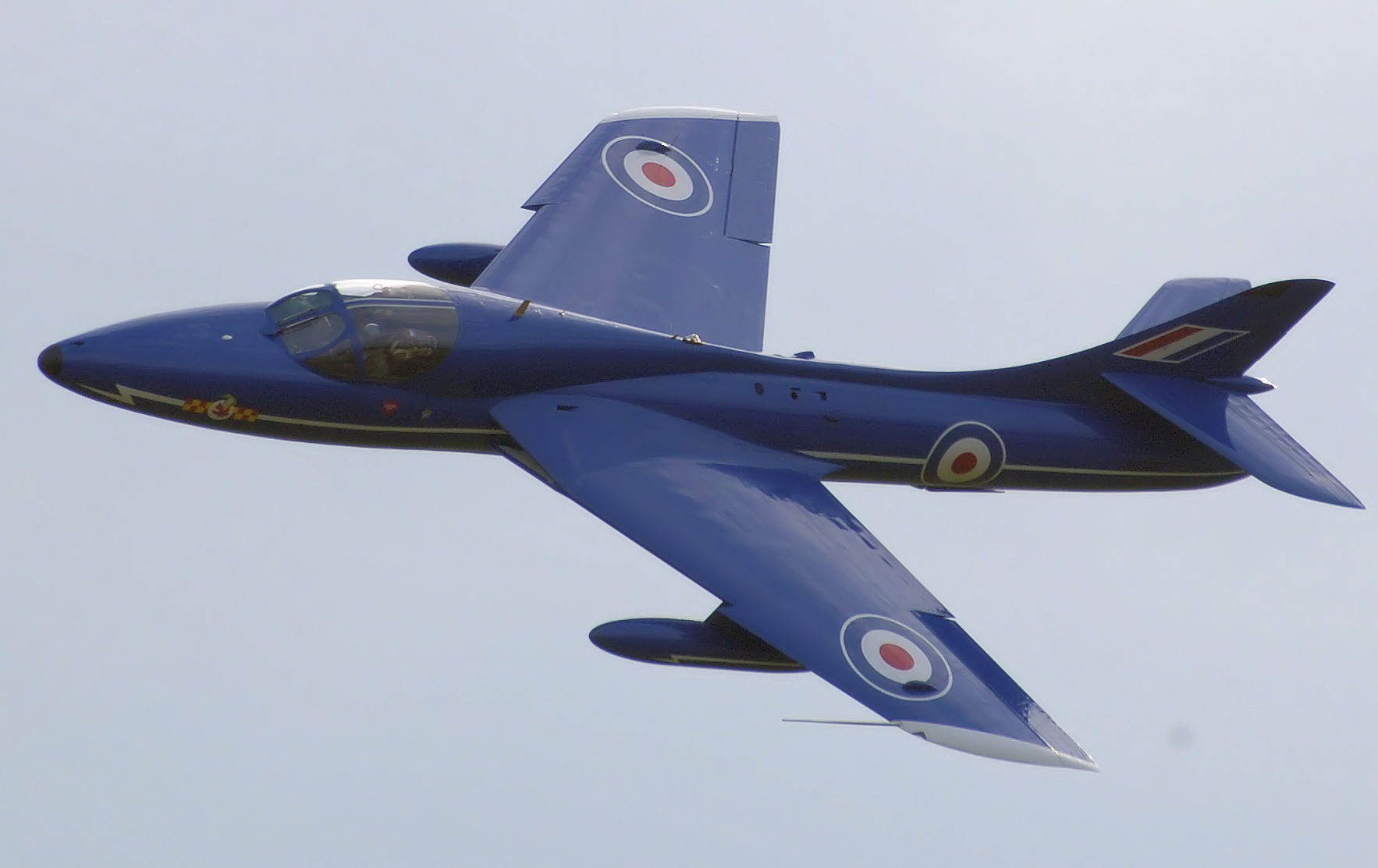
Un Hunter T.7 (biplace)

Remarque : les versions spéciales construites en très peu d'exemplaires ne sont pas listées.
- Hunter F.1 - version initiale avec réacteur Avon 113 (139 exemplaires)
- Hunter F.2 - version initiale avec réacteur Sapphire 101 (45 exemplaires)
- Hunter F.3 - prototype
- Hunter F.4 - nouveau réacteur Avon 115, plus de carburant, bulbes sous le cockpit (559 exemplaires)
- Hunter F.5 - équivalent du F.4 avec un réacteur Sapphire 101 (105 exemplaires)
- Hunter F.6 - nouveau réacteur Avon 203, nouvelle aile (621 exemplaires)
- Hunter T.7 - version biplace d'entraînement du F.4 pour la Royal Air Force (65 exemplaires plus 11 avions modifiés)
- Hunter T.8 - version biplace d'entraînement du F.4 pour la Royal Navy (10 exemplaires plus 34 avions modifiés)
- Hunter FGA.9 - version destinée à l'attaque au sol (128 F.6 modifiés)
- Hunter FR.10 - version capable de missions de reconnaissance (33 F.6 modifiés)
- Hunter F.5x - versions d'export du F.4 et du F.6 (exemple : F.52 pour le Pérou)
- Hunter FGA.5x et FGA.7x - versions d'export du FGA.9 (exemple : FGA.71 pour le Chili)
- Hunter FR.5x et FR.7x - versions d'export du FR.10 (exemple : FR.74B pour Singapour)
- Hunter T.66 - version biplace d'entraînement avec réacteur Avon 203 et 2 canons pour l'Inde
- Hunter T.66x, T.6x et T.7x - versions d'export du T.66 (exemple : T.68 pour la Suisse)

La production totale est de 1 830 monoplaces et 102 biplaces, soit 1 930 exemplaires.

## Carrière

### En Suisse

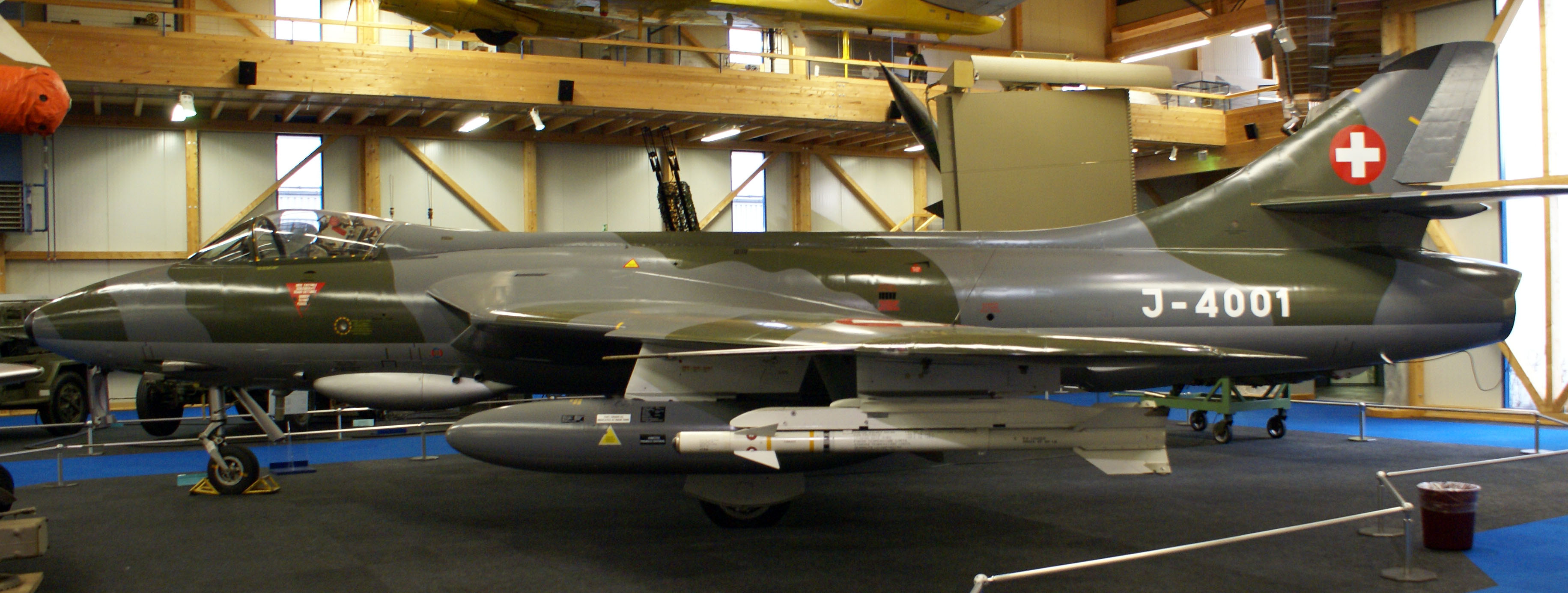
Le premier Hunter Mk 58 (J-4001) remis aux Forces aériennes suisses en 1958, exposé au musée des Forces aériennes à Dübendorf

En 1957 la Suisse cherche à remplacer ses De Havilland DH.100 Vampire obsolètes. Après diverses évaluations c'est le Hunter qui est retenu. Une première commande de cent avions neufs est passée en 1958 suivie de deux commandes de trente avions d'occasion révisés par le constructeur et remontés par la fabrique fédérale d'avion d'Emmen en 1971 et 1974.
La Patrouille Suisse a volé trente ans sur Hunter, de sa création en 1964, au remplacement par des F-5 E Tiger II en 1994.
Les Forces aériennes suisses retirèrent du service leurs Hunter en 1994 à la suite de la mise en œuvre de la réforme d'Armée 95.
Lors de la liquidation des Hunter, 43 avions furent offerts à des musées étrangers (31 Hunter) et à des forces aériennes amies (12 Hunter). Neuf appareils furent remis en Grande-Bretagne, sept en France et aux États-Unis, quatre en Allemagne, trois en Norvège, deux au Canada, en Italie, en Jordanie et en Suède, un en Autriche, en Belgique, aux Pays-Bas, en Afrique du Sud et en Hongrie.
Parmi les 30 Hunter restés en Suisse, 12 ont été remis à des musées, cinq à des associations et à des escadrilles, six avions sont exposés sur des aérodromes et des casernes. Un appareil est stationné dans des décombres sur une place d’exercice.

## Pays utilisateurs

Utilisateurs en 2014
Anciens utilisateurs

### Anciens utilisateurs
- Abou Dabi,
- Arabie saoudite
- Belgique
- Chili
- Danemark
- Inde
- Irak
- Jordanie
- Kenya
- Koweït
- Liban : 4 Hunter (3 monoplaces et un biplace) qui n'avaient pas revolé depuis 1994 ont été remis en service fin 2008. Retirés du service en 2014, ils étaient les derniers Hunters en service au sein d'une force aérienne.
- Oman
- Pays-Bas
- Pérou
- Qatar
- Royaume-Uni
- Suède
- Suisse
- Singapour
- Somalie
- Zimbabwe

### Utilisateurs civils
Des opérateurs privés utilisent des Hawker Hunter retirés du services des forces aériennes, notamment :
- Airborne Tactical Advantage Company : 20 Hunter F.58 dont 2 biplace issus des Forces aériennes suisses en 2011. 4 accidentés en date de décembre 2018 [11].
- Apache Aviation : 3 x Hunter [Quand ?]. Deux Hunter F.58 et un Hunter T.68 (biplace) immatriculé C-FUKW anciennement J-4208, tous issus des Forces aériennes suisses.

### Accidents
Le taux d'attrition mesure le nombre d'avions perdus pour 100 000 heures de vol. Au niveau mondial le taux d'attrition du Hawker Hunter est estimé à 32,5 accidents pour 100 000 heures de vol, soit 650 accidents de classe A en 2 000 000 d'heures de vol. Il est de 10,5 accidents pour 100 000 heures de vol pour les forces aériennes suisses, 15,9 pour la force aérienne royale néerlandaise, 20 pour la force aérienne suédoise, 33 pour la force aérienne Indienne, 40 pour la force aérienne chilienne (chiffres de 1968-1977), plus de 50 pour la Force aérienne de la république de Singapour et 87 pour la Force aérienne belge. Dans la Royal Air Force, de 1971 à 1980, le Hunter accumula 202 486 heures de vol. Pendant cette période il eut 26 éjections, ce qui donne un taux d'attrition de 12,8 pour 100 000 heures de vol. Mais ce chiffre n'inclut pas les accidents n'ayant pas mené à une perte de l'avion ou à une éjection. Selon une estimation, ce taux serait en réalité de 17 accidents pour 100 000 heures de vol durant cette période. Dans la Royal Navy (Fleet Air Arm), le taux d'attrition du T8 est de 17,7 accidents pour 100 000 heures de vol en ne prenant en compte que les avions détruits.

### Développement lié
- Hawker Sea Hawk
- Hawker P.1052 (en)
- Hawker P.1081 (en)

### Aéronefs comparables
- Dassault Mystère IV
- F-86 Sabre
- Mikoyan MiG-17